# Ferrovia Cervignano-Villa Vicentina
La ferrovia Cervignano-Villa Vicentina è stata una linea ferroviaria a scartamento ridotto del nord-est italiano che fu in attività durante la prima guerra mondiale e faceva parte di una vasta rete di linee che collegavano alcune delle maggiori località situate sul fronte con quelle delle retrovie.
Terminato il conflitto, la rete di ferrovie militari fu disarmata.

## Percorso
|  | Continuation backward |

|  | Station on track | Unknown route-map component "exKBHFa" |

|  | Straight track | Unknown route-map component "exBHF" |

|  |  | Straight track | Unknown route-map component "exABZgl" | Unknown route-map component "exCONTfq" |

|  |  | One way leftward | Unknown route-map component "xKRZ" | Unknown route-map component "CONTfq" |

|  | Unknown route-map component "exCONTgq" | Unknown route-map component "exABZgr" |

| Unknown route-map component "exCONTgq" | Unknown route-map component "exABZq+r" | Unknown route-map component "exABZgr" |

|  |  | Unknown route-map component "exSTRl" | Unknown route-map component "exKRZ" | Unknown route-map component "exKBHFeq" |

|  | Unknown route-map component "exKRW+l" | Unknown route-map component "exKRWgr" |

| Unknown route-map component "exCONTgq" | Unknown route-map component "exKRZ" | Unknown route-map component "exABZg+r" |

| Unknown route-map component "exKBHFaq" | Unknown route-map component "exABZqr" | Unknown route-map component "exABZg+r" |

|  |  | Unknown route-map component "STR+l" | Unknown route-map component "xKRZ" | Unknown route-map component "CONTfq" |

|  | Unknown route-map component "eBHF" | Unknown route-map component "exBHF" |

|  | Unknown route-map component "CONTr+g" | Unknown route-map component "exSTR" |

|  |  | Unknown route-map component "exHST" |

|  | Unknown route-map component "exENDEaq" | Unknown route-map component "exABZgr" |

|  |  |  | Unknown route-map component "exvSHI1+l-STR+l" | Unknown route-map component "exCONTfq" |

|  |  | Unknown route-map component "exvHST" |

|  |  | Unknown route-map component "exSPLe" |

|  |  | Unknown route-map component "exBHF" |

|  |  | Unknown route-map component "exCONTf" |

La ferrovia iniziava presso uno scalo situato nelle vicinanze della stazione ferroviaria di Cervignano del Friuli e, dopo poche centinaia di metri, si trovava l'impianto di Cervignano Porto, punto in cui si diramava il raccordo per San Giovanni. Successivamente a questo impianto erano presenti il bivio della linea per Terzo, l'attraversamento a raso con il raccordo Terzo-Scodovacca, i deviatoi che immettevano sui binari diretti ad Aquileia e a Papariano e, infine, la stazione di Villa Vicentina

## Fonte
- Giovanni Cornolò, La Società Veneta Ferrovie, Duegi Editrice, Albignasego, 2005. ISBN 88-900979-6-5
- Andrea Giuntini, Stefano Maggi, La Grande Guerra e le ferrovie in Italia, il Mulino, Bologna, 2017, ISBN 978-88-15-27440-3